# Mark Kerr (Ringer)
Mark Kerr (* 21. Dezember 1968 in Toledo, Ohio) ist ein US-amerikanischer Ringer und Mixed-Martial-Arts-Kämpfer.

## Werdegang
Mark Kerr begann im Alter von 15 Jahren an der High School mit dem Ringen. In seiner High-School-Zeit wurde er zweimal Jugendmeister von Ohio im Freistilringen. Daneben war er Angehöriger des Ringerclubs Toledo Waits und später des Foxcatcher Wrestling Clubs. Trainiert wurde er dabei von Ed Carlin.
Nach der High School besuchte er die Syracuse University und wurde 1992 US-amerikanischer Studentenmeister (NCAA Champion) im freien Stil im Halbschwergewicht. 1994 wurde er auch US-amerikanischer Meister im Freistilringen im Schwergewicht. Auf der internationalen Ringermatte waren die größten Erfolge von Mark Kerr sein 2. Platz bei den Goodwill-Games 1994 im Schwergewicht hinter David Musuľbes aus Russland und vor Oleksij Netschypurenko aus der Ukraine und der 2. Platz bei den Panamerikanischen Spielen 1995 in Mar del Plata im Schwergewicht hinter Wilfredo Morales Suárez aus Kuba und vor Gavin Carrow aus Kanada. Im Jahre 1994 nahm er auch an der Weltmeisterschaft in Istanbul teil. Er kam dabei aber im freien Stil im Schwergewicht nur auf den 11. Platz.
1996 versuchte sich Mark Kerr für die Olympischen Spiele in Atlanta zu qualifizieren. Er scheiterte bei der US-amerikanischen Olympiaausscheidung (Trials) aber an Kurt Angle, der 1996 Olympiasieger wurde.
1997 trat Mark Kerr in das Lager der Mixed-Martial-Arts-Kämpfer über.
2002 spielte er in John Hyams Sport-Dokumentarfilm The Smashing Machine mit. Er verkörpert im Film sich selbst.

## Erfolge als Ringer
(WM = Weltmeisterschaft, F = freier Stil, Hs = Halbschwergewicht, S = Schwergewicht, damals bis 90 kg bzw. 100 kg Körpergewicht)
- 1992, 2. Platz, World Cup in Moskau, F, S, hinter Amir Efraty, Iran u. vor Kurt Angle, USA u. Davud Məhəmmədov, Russland;

- 1994, 1. Platz, World Cup in Edmonton, F, S, vor Kirk Trost, USA u. Sergei Kowalewski, Russland;

- 1994, 2. Platz, Goddwill Games, F, S, hinter David Musuľbes, Russland u. vor Oleksij Netschypurenko, Ukraine u. İbrahim Kari, Türkei;

- 1994, 11. Platz, WM in Istanbul, F, S; Sieger: Arawat Sabejew, Deutschland vor Davud Məhəmmədov, Aserbaidschan, David Musuľbes u. Oleksij Netschypurenko;

- 1995, 2. Platz, Panamerikanische Spiele in Mar del Plata, F, S, hinter Wilfredo Morales Suárez, Kuba u. vor Gavin Carrow, Kanada u. Pablo Coultas, Argentinien